# بوعز شرابي
بوعز شرابي (بالعبرية: בעז שרעבי) (مواليد 1947) مغني، كاتب أغاني، ملحن، عازف قيثارة، عازف بيانو، ممثل، تينور، حازان، وشاعر غنائي إسرائيلي. أغانيه تشكل جزءا كبيرا من الثقافة الإسرائيلية.

## روابط خارجية
- بوعز شرابي على موقع IMDb (الإنجليزية)
- بوعز شرابي على موقع ميوزك برينز (الإنجليزية)
- بوعز شرابي على موقع أول ميوزيك (الإنجليزية)
- بوعز شرابي على موقع ديسكوغز (الإنجليزية)